# Мартинсвилл (Виргиния)
Мартинсвилл (англ. Martinsville) — независимый город (то есть не входящий в состав какого-либо округа) в штате Виргиния (США). Название означает «город Мартина»; он назван в честь бригадного генерала Джозефа Мартина, героя Войны за независимость США.

## История
В этих местах в XVIII—XIX веках находилась плантация, принадлежавшая семье Мартин. В конце XVIII века Джозеф Мартин принял участие в войне за независимость США, став бригадным генералом виргинской милиции.
Благодаря концентрации в этих местах фирм по производству жевательного табака (в начале XX века большинство из них были скуплены Джеймсом Бьюкененом и закрыты для обеспечения монополии) и фурнитуры постепенно развился населённый пункт, в котором разместились органы управления округа Генри. В 1928 году Мартинсвилл был выделен из состава округа в независимый город, но остался местом пребывания властей округа (хотя в реальности в начале XXI века многие из них переехали в соседний Коллинсвилл).